# Si hubiera un mañana
Si hubiera un mañana (en inglés y originalmente, If Tomorrow Comes) es una novela del escritor Sidney Sheldon publicada en 1985.
Trayce Whitney es una empleada bancaria que, al enterarse de que su madre se suicidó por una estafa que le habían hecho, decide vengarla.  
Luego de su venganza infructuosa ella va a la cárcel, donde se ve obligada a sobrevivir en un mundo de mujeres rudas.  Cuando sale de prisión, se pone en plan de vengar (nuevamente intentarlo) a su madre, y a los que la mandaron a la cárcel. La obra está ambientada en Nueva Orleans, Madrid y otras ciudades.
La novela tuvo buenas críticas, realizándose posteriormente una miniserie.